# Herman Naiwincx

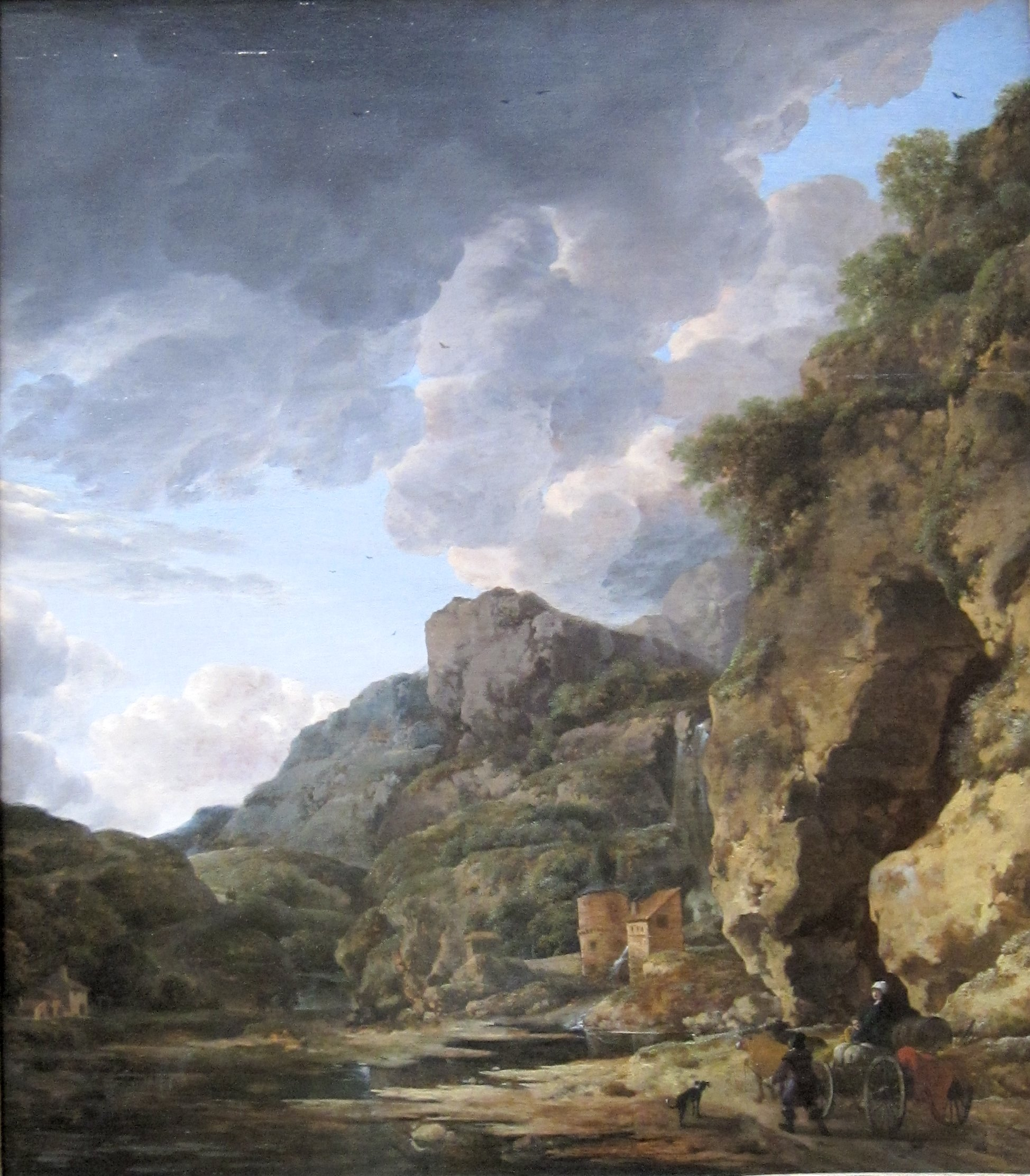
Berglandschap met een ossenkar, J. Paul Getty Museum, Los Angeles

Herman Naiwincx (Schoonhoven, ged. 27 oktober 1623 - Hamburg, 1670) was een Nederlands kunstschilder, tekenaar, prentkunstenaar en tapijthandelaar uit de periode van de Gouden Eeuw.
Naiwincx (of Nauwincx) was gespecialiseerd in de landschapschilderkunst, die hij zowel in zijn etsen als in de schilderijen toepaste. Veel van zijn werken zijn italianiserende landschappen. Bij zijn typisch Hollandse landschappen werkte hij in de stijl van Jacob van Ruisdael.
Voor wat betreft de figuren in zijn landschappen riep hij soms de hulp in van anderen. In het hier getoonde schilderij werkte hij samen met Willem Schellinks, in andere met Gerbrand van den Eeckhout en Jan Asselijn.
In de periode 1648 - 1650 werkte Naiwincx in Amsterdam; in 1651 was hij weer in Schoonhoven. Vanaf de tweede helft van de jaren 50 van de 17e eeuw is er weinig met zekerheid over hem bekend. Mogelijk woonde hij in Hamburg, maar het is ook mogelijk dat hij daar overleed tijdens een van zijn zakenreizen.